# 蘆花恒春園
蘆花恒春園（ろかこうしゅんえん）は、東京都世田谷区にある都立公園である。一般的には、周りにある広場なども含めて「芦花公園」とも呼ばれている。
明治期から大正にかけて活躍した文豪、徳冨蘆花の旧宅が、没後、東京市（現・東京都）に寄贈され、武蔵野の面影を多分に残した公園として一般に公開された。公園内には広場の他、徳冨蘆花の旧宅などを現在でも見ることができ、晴耕雨読を旨とした晩年の蘆花の生活ぶりを垣間見ることができる。

## 歴史
- 1907年 - 徳冨蘆花が東京・青山から、当地（東京府北多摩郡千歳村粕谷）へ引っ越し、「恒春園」と命名。
- 1927年 - 徳冨蘆花が死去。
- 1937年 - 3月、遺族より東京市へ蘆花邸の寄付の申し込み[1]。
- 1938年 - 同年2月27日、公園として開園。順次周辺の土地も公園として、整備され現在に至る。
- 2006年 - 同年4月1日から2011年3月31日まで、指定管理者制度により財団法人東京都公園協会が管理する。
- 2008年 - 「地域で創る、花いっぱい、トンボの飛び交う憩いの公園」で手づくり郷土賞受賞[2]。

## 主な施設
- 蘆花記念館（遺品を展示している）
- 母屋

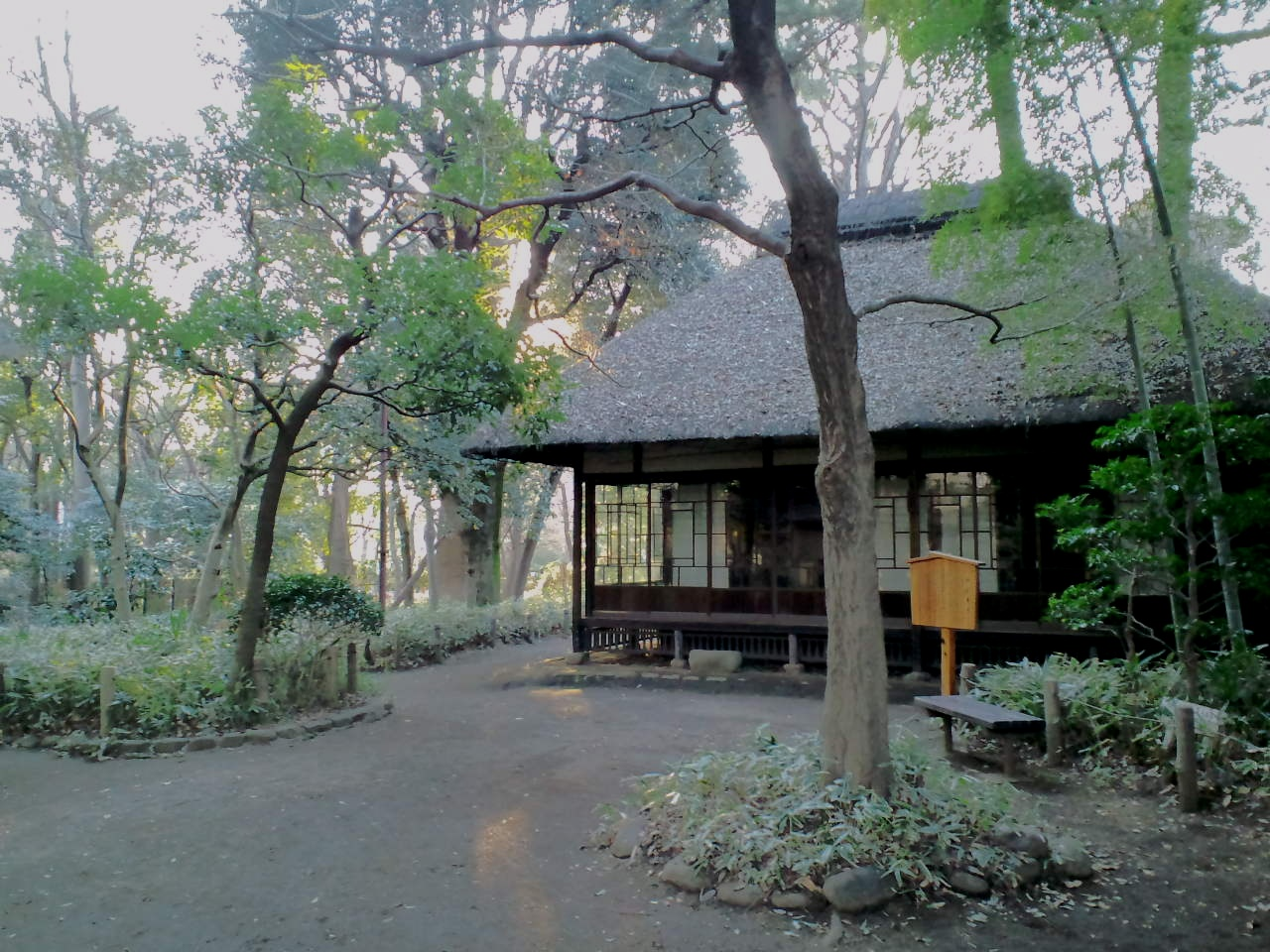
徳冨蘆花 旧宅

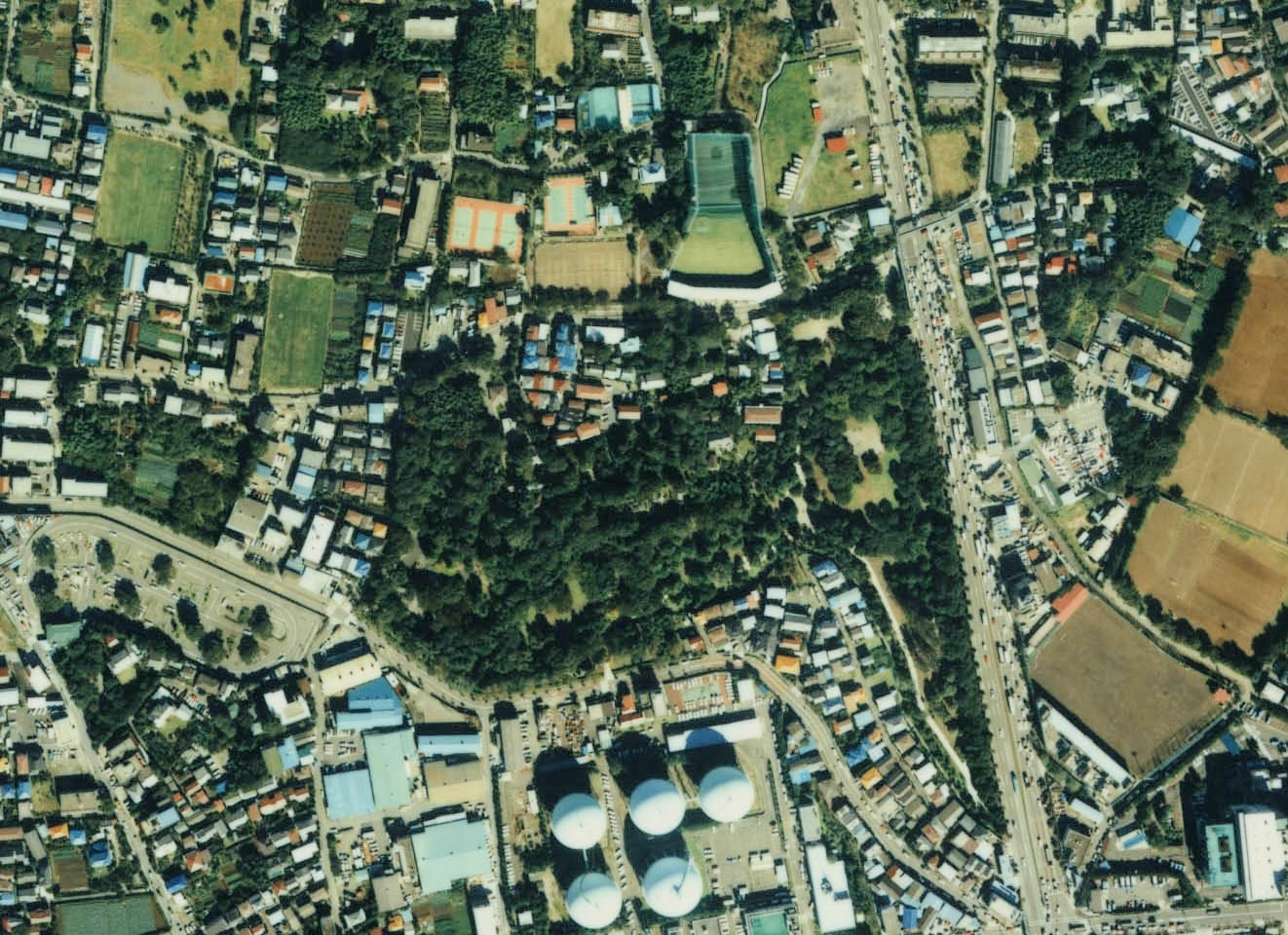
蘆花恒春園周辺の空中写真。画像中央の緑地が蘆花恒春園。東側を南北に走る道路は環八通り。1989年撮影。
。

- 秋水書院（書斎と寝室。幸徳秋水にちなんで命名）
- 梅花書屋
- 蘆花自身の手植えの竹林
- 徳冨蘆花夫妻の墓（銘は実兄である徳富蘇峰の手による）

以上、徳冨蘆花の旧宅の部分。厳密には、上記エリアが恒春園。
- 児童公園

尚、近隣に世田谷文学館がある（こちらは有料）。

## アクセスなど
- 京王線・芦花公園駅または八幡山駅徒歩15分。
- 常時開園。入園料無料。
- 蘆花記念館などは、日中の時間帯のみ公開。無料。